# زوار (تنکابن)
زوار (تنکابن)، روستایی از توابع بخش نشتا شهرستان تنکابن در استان مازندران ایران است.

## جمعیت
این روستا در بخش نشتا قرار دارد و براساس سرشماری مرکز آمار ایران در سال ۱۳۸۵، جمعیت آن ۷۶۳ نفر (۲۱۷خانوار) بوده‌است.